# 北口幹二彦
北口 幹二彦（きたぐち みつひこ、1952年1月12日 - ）は、日本のお笑い芸人、ものまねタレント、歌手。本名及び旧芸名は、北口 光彦（読み同じ）。大阪府出身。

## 来歴
1967年にOS歌謡学院の生徒としてデビュー。コーラスグループ「パナスターズ」のメンバーの一員となり、テイチクレコードよりメジャーデビューする。1971年の解散後に東京に拠点を移し、東映動画6期生として入学、声帯模写に転向しものまねヨイショ軍団（片岡鶴太郎、はたけんじ、川口ひろし）の一員となった。当時の内閣総理大臣を中心とした政治家や落語家をものまねを披露したことにより、一世風靡する。後にロサンゼルス、カナダなどの海外公演も行う。
『お笑いスター誕生』（日本テレビ）においては、当番組の審査員であった鳳啓助を本人の前で披露したことから、鳳自身を感動させた。ものまね芸人としての活動以外にも、主に演歌歌手の歌謡ショーの司会者などとしても活動している。1987年に現在の芸名に改名。私生活では、1973年に結婚しており、2人の子供がいる。

## ものまねレパートリー
- 桂三枝（現・6代桂文枝）
- 立川談志
- 浜田幸一
- 大平正芳
- 田中角栄
- 三木武夫
- 尾崎紀世彦
- 美空ひばり
- 西城秀樹
- 具志堅用高
- 森進一
- 島倉千代子
- 所ジョージ
- 田原俊彦

## 出演

### テレビ
- お笑い大集合（フジテレビ）
- ザ・テレビ演芸（テレビ朝日）
- クイズタイムショック（テレビ朝日）- 声の出演。
- お笑いスター誕生!!（日本テレビ）
- クイズ!脳ベルSHOW（BSフジ）

### ラジオ
- 真打ち競演（NHKラジオ第一）

### 映画
- 『カッくんカフェ』

### CM
- 宝酒造「タカラ缶チューハイ」（1994年）- 声の出演、CM中のセリフ「すったもんだがありました」この年の流行語大賞にノミネートされた[1][2]。

## ディスコグラフィ
- 「がんばれライパチくん」（テイチクレコード）- 1980年発売、「ものまねヨイショ軍団」名義
- 「阪神応援ものまね歌合戦」（テイチクレコード）- 1985年10月発売

## 受賞歴
- 第7回日本放送演芸大賞ホープ賞（1979年）
- 国立劇場花形演芸会新人賞 銀賞（1982年、1986年）
- 文化庁芸術祭賞（1992年）